# Eupithecia germanicata
Eupithecia germanicata là một loài bướm đêm trong họ Geometridae.